# آلسوم، فریسلاند
آلسام، فریزلند (به لاتین: Aalsum, Friesland) در هلند با جمعیت c٫۱۶۰ نفر است که در Dongeradeel واقع شده‌است.